# Death or Glory: The Battle of Morgan
Death or Glory - The Battle of Morgan is een videospel voor de Commodore Amiga en voor DOS. Het spel werd uitgebracht in 1994. Het spel is Duitstalig.

## Ontvangst
| Beoordeeld door                | Platform | Datum        | Score |
| ------------------------------ | -------- | ------------ | ----- |
| ASM (Aktueller Software Markt) | DOS      | januari 1995 | 92%   |
| Amiga Joker                    | Amiga    | april 1994   | 85%   |
| Power Play                     | Amiga    | mei 1994     | 82%   |
| Power Play                     | DOS      | januari 1995 | 72%   |
| PC Games (Duitsland)           | DOS      | januari 1995 | 63%   |
| PC Player (Duitsland)          | DOS      | januari 1995 | 42%   |